# Jan Rychłowski
Jan Rychłowski herbu Jastrzębiec (zm. w 1583 roku) – podsędek lwowski w latach 1576-1582, pisarz buski w latach 1565-1572.
Sędzia sądów generalnych województwa ruskiego w 1575 roku.